# Liste der Kreisstraßen im Landkreis Zwickau

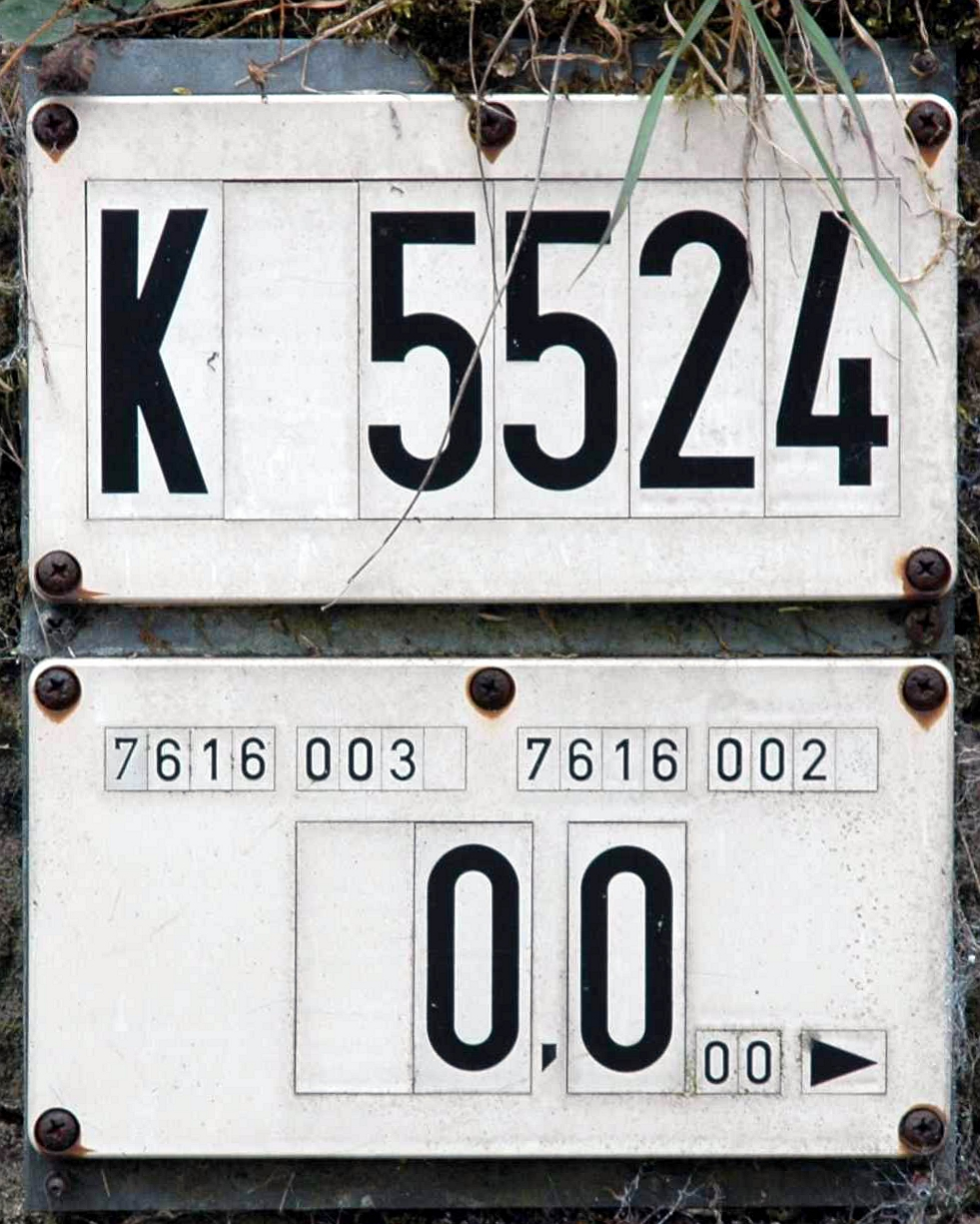
Stationszeichen

Die Liste der Kreisstraßen im Landkreis Zwickau ist eine Auflistung der Kreisstraßen im sächsischen Landkreis Zwickau.

## Abkürzungen
- K: Kreisstraße
- S: Staatsstraße

## Listen
Die Kreisstraßen behalten die ihnen zugewiesene Nummer nicht bei einem Wechsel in einen anderen Landkreis oder in eine kreisfreie Stadt. Nicht vorhandene bzw. nicht nachgewiesene Kreisstraßen sind kursiv gekennzeichnet, ebenso Straßen und Straßenabschnitte, die unabhängig vom Grund (Herabstufung zu einer Gemeindestraße oder Höherstufung) keine Kreisstraßen mehr sind.
Der Straßenverlauf wird in der Regel von Nord nach Süd und von West nach Ost angegeben.

### StadtZwickau
| Nr.    | Verlauf |
| ------ | --- |
| K 6704 | K 9304 – Planitzer Straße – S 293 – Planitzer Straße – Innere Zwickauer Straße – Cainsdorfer Straße (– Abzweig zur S 293 über die Lengenfelder Straße) – Lengenfelder Straße – Geinitzstraße – Planitzer Straße – Humboldtstraße – |
| K 6705 | S 290 – Jahnstraße – Pölbitzer Straße – K 6708 – Pölbitzer Straße – Thurmer Straße – Zwickauer Straße – S 290 – Zwickauer Straße – K 9305                                                                                          |
| K 6708 | – Glauchauer Straße – Altenburger Straße – K 6710 – Altenburger Straße – Leipziger Straße – K 6705 – Leipziger Straße – |
| K 6710 | K 6708 – Schneppendorfer Straße – Rathausstraße – Berthelsdorfer Straße – /S 286 – K 9310 – … – K 9310 – Crossener Straße – K 9316 – Moseler Allee – K 7310                                                                        |
| K 9311 | K 9311 – Kohlenstraße – S 293 |
| K 6713 | S 290 – Dorfstraße – K 9313 – … – K 9313 – Königswalder Straße – |
| K 6714 | K 9314 – Lindenstraße – S 290 |
| K 9316 | / – Schlunziger Straße – Moseler Allee – K 6710 |

### AltkreisChemnitzer Land
| Nr.    | Verlauf |
| ------ | --- |
| K 7301 | (K 8255 im Landkreis Mittelsachsen) – Kreisgrenze – K 7311 in Niederfrohna |
| K 7302 | (K 8202 im Landkreis Mittelsachsen) – Kreisgrenze – K 7311 in Niederfrohna |
| K 7304 | S 245 in Wüstenbrand – Steinberg – in Oberlungwitz – Kreisgrenze – (K 8804 im Erzgebirgskreis) |
| K 7305 | K 7310 in Wernsdorf – Voigtlaide – K 9305 |
| K 7306 | K 9306 – S 255 – Heinrichsort – Lichtenstein/Sa. – Kreisgrenze – (K 8806 im Erzgebirgskreis) – Kreisgrenze – Gersdorf – K 7307 – – Kreisgrenze – (K 8806 im Erzgebirgskreis)                             |
| K 7307 | in Oberlungwitz – Gersdorf – K 7306 – Kreisgrenze – (K 8807 im Erzgebirgskreis) |
| K 7308 | (K 509 im Landkreis Altenburger Land, Thüringen) – Landesgrenze – Meerane – K 7377 – Pfaffroda – K 7376 – S 251 – in Remse                                                                               |
| K 7310 | /S 288 in Glauchau – Albertsthal – Wernsdorf – K 7305 – K 6310 |
| K 7311 | S 241 – Niederfrohna – K 7301 – K 7302 – S 249 in Limbach |
| K 7313 | S 248 – Langenchursdorf – K 7315 – Bräunsdorf – K 7317 – S 249 in Oberfrohna |
| K 7314 | K 7370 – K 7315 |
| K 7315 | K 7370 in Waldenburg – K 7314 – Langenchursdorf – K 7313 – K 7334 – S 248 in Falken |
| K 7316 | K 7370 in Am Ullersberg – S 249 in Kaufungen |
| K 7317 | K 7311 in Niederfrohna – S 241 – S 249 – S 249 in Kaufungen – Bräunsdorf – K 7313 – Rußdorf – S 248 – S 254 – Langenberg – Fichtenthal – Hohenstein-Ernstthal – S 245                                    |
| K 7330 | S 245 in Hohenstein-Ernstthal – S 252 in Hohenstein-Ernstthal – in Oberlungwitz |
| K 7333 | Kuhschnappel – S 255 – St. Egidien – S 252 – S 255 in Lichtenstein/Sa. |
| K 7334 | K 7315 in Langenchursdorf – S 248 – Reichenbach – in Obercallenberg |
| K 7351 | K 7370 in Reinholdshain – K 7353 in Oertelshain |
| K 7352 | K 7354 in Callenberg – Grumbach – K 7354 – S 245 |
| K 7353 | K 7370 – Oertelshain – K 7351 – K 7354 in Ebersbach |
| K 7354 | S 248 – Callenberg – K 7352 – Ebersbach – K 7353 – K 7352 |
| K 7370 | S 252 in Glauchau – K 7351 – Reinholdshain – Kleinbernsdorf – K 7353 – Remse – K 7371 – Waldenburg – K 7315 – Niederwinkel – K 7314 – Am Ullersberg – K 7316 – S 249 in Wolkenburg                       |
| K 7371 | K 7370 – Oberwinkel |
| K 7372 | K 7373 – Dürrenuhlsdorf – K 7374 – Franken – in Schlagwitz |
| K 7373 | Schwaben Nord – Schwaben – K 7372 – in Waldenburg |
| K 7374 | (K 301 im Landkreis Altenburger Land, Thüringen) – Landesgrenze – K 7372 in Dürrenuhlsdorf |
| K 7376 | (K 309 im Landkreis Altenburger Land, Thüringen) – Landesgrenze – Tettau – K 7377 – Breitenbach – Pfaffroda – K 7308 – S 251                                                                             |
| K 7377 | (K 202 im Landkreis Altenburger Land, Thüringen) – Landesgrenze – Röhrsdorf – Niederwiera – Oberwiera – S 251 – Oberdorf – Tettau – K 7376 – Schönberg – K 7308 – Dittrich – Lipprandis – S 288 in Gesau |
| K 7378 | (K 309 im Landkreis Altenburger Land, Thüringen) – Landesgrenze – Harthau – S 251 |

### AltkreisZwickauer Land
| Nr.    | Verlauf |
| ------ | --- |
| K 9301 | S 277 in Wilkau-Haßlau – Culitzsch – Niedercrinitz – K 9354 – K 9307 – Wolfersgrün (– Abzweig zur S 282) – Lauterhofen – Obercrinitz – S 279 – S 280 – Kreisgrenze – (K 7801 im Vogtlandkreis)                                                             |
| K 9302 | (K 7802 im Vogtlandkreis) – Kreisgrenze – Stangengrün – K 9350 – S 279 – Kreisgrenze – (K 7802 im Vogtlandkreis) |
| K 9303 | K 9311 in Lichtentanne – K 9352 – – Stenn – K 9304 – Ebersbrunn – S 282a – Kreisgrenze – (K 7803 im Vogtlandkreis) |
| K 9304 | (K 7804 im Vogtlandkreis) – Kreisgrenze – Beiersdorf – K 9353 – S 289 – Gospersgrün – K 9352 – Kreisgrenze – (K 7804 im Vogtlandkreis) – Kreisgrenze – in Altrottmannsdorf – … – in Schönfels – Stenn – K 9303 – K 6704                                    |
| K 9305 | K 7305 – Thurm – K 6705 |
| K 9306 | K 7306 – Marienau – … – Neuschönburg (– Abzweig zur Kreisgrenze und zur K 8806 im Erzgebirgskreis) – Ortmannsdorf – Härtensdorf – Wildenfels – S 283 – S 282 – Grünau – Langenbach – K 9331 – Kreisgrenze – (K 9106 im Erzgebirgskreis)                    |
| K 9307 | K 9301 in Niedercrinitz – S 277 in Kirchberg – … – S 282 – Giegengrün – Bärenwalde – S 277 – Kreisgrenze – (K 9107 im Erzgebirgskreis) |
| K 9309 | (K 8809 im Erzgebirgskreis) – Kreisgrenze – ohne Anschluss an eine klassifizierte Straße – Kreisgrenze – (K 8809 im Erzgebirgskreis) – Kreisgrenze – S 255 – Thierfeld – Hartenstein – S 283 – K 9315 – K 9331 – Kreisgrenze – (K 9109 im Erzgebirgskreis) |
| K 9310 | K 6710 – Wulm – Berthelsdorf – S 286 |
| K 9311 | K 9303 in Lichtentanne – K 9303 in Zwickau |
| K 9313 | K 6713 – Königswalde – K 9314 – K 6713 |
| K 9314 | S 289/S 290 in Crimmitschau – Neukirchen/Pleiße – K 9376 – K 9372 – Langenhessen – in Werdau – Königswalde – K 9313 – K 6714 |
| K 9315 | K 7309 in Hartenstein – Kreisgrenze – (K 9115 im Erzgebirgskreis) |
| K 9316 | siehe Stadt Zwickau |
| K 9330 | S 246 in Zschocken – S 283 in Hartenstein |
| K 9331 | S 277 in Kirchberg – Burkersdorf – Weißbach – K 9332 – Langenbach – K 9306 – K 9309 in Hartenstein |
| K 9332 | S 277 in Kirchberg – Wiesenburg – S 282 – Weißbach – K 9331 – |
| K 9350 | S 282 – Hirschfeld – K 9302 in Stangengrün |
| K 9351 | S 291 in Steinpleis – Thanhof – K 9352 – in Schönfels |
| K 9352 | K 9304 in Gospersgrün – Thanhof – K 9351 – K 9303 in Lichtentanne |
| K 9353 | S 291 in Steinpleis – S 289 – Ruppertsgrün – Beiersdorf – K 9304 – Kreisgrenze – (K 7817 im Vogtlandkreis) |
| K 9370 | (L 2337 in Thüringen) – Landesgrenze – Waldhäuser – Trünzig – K 9371 – Landesgrenze – (L 2337 in Thüringen) |
| K 9371 | K 9370 in Trünzig – S 314 in Stöcken |
| K 9372 | (Thüringen) – Landesgrenze – Blankenhain – K 9373 – K 9375 – Rußdorf – S 294 – Langenreinsdorf – Neukirchen/Pleiße – K 9374 – Lauterbach – S 290 – Dänkritz – Lauenhain – S 289                                                                            |
| K 9373 | S 294 – K 9372 in Blankenhain |
| K 9374 | in Oberalbertsdorf – Niederalbertsdorf – K 9375 – Kleinbernsdorf – Talsperre Koberbach (– Abzweig zur S 314) – Langenhessen – Kleinhessen – K 9372 in Neukirchen/Pleiße                                                                                    |
| K 9375 | S 294 – Blankenhain – K 9372 – Rußdorf – K 9374 in Kleinbernsdorf |
| K 9376 | S 289/S 290 in Neukirchen/Pleiße – K 9314 in Neukirchen/Pleiße |
| K 9378 | (L 2168 in Thüringen) – Landesgrenze – Gösau – Frankenhausen – S 54 – Landesgrenze – (L 2167 in Thüringen) |
| K 9379 | (K 501 im Landkreis Altenburger Land, Thüringen) – Landesgrenze – S 294 in Mannichswalde |